# Bytjärnen (Gnarps socken, Hälsingland, 688526-157211)
Bytjärnen är en sjö i Nordanstigs kommun i Hälsingland och ingår i Gnarpsåns huvudavrinningsområde.